# 插入 (SQL)
在SQL裡，可以利用INSERT陈述式對資料表插入一个元组或子查询结果。

## 基本格式
插入元组的语句格式为：
- INSERT INTO 資料表名 (欄位1, [欄位2, ... ]) VALUES (常數值1, [常數值2, ...])

这段代码的作用，是将新元组插入指定的資料表中，欄位与常數值一一对应。如果欄位没有被定义，则填入欄位預設值。
例如将 John Doe 的电话号码插入 phone_book 資料表中:
INSERT INTO phone_book (name, tel_number) VALUES('John Doe', '555-1212');

其中 INTO 子句指明了目标表名 phone_book，並指定新增加的元组在哪些欄位上要赋值，其欄位排列顺序可与 CREATE TABLE 中的顺序不同。VALUES 子句用來对新元组的各欄位指定輸入值，字符串常数則需用单引号括起来。
另外，也可以不指定欄位名，而使用如下这种简化的格式：
- INSERT INTO 資料表名 VALUES (常數值1, [常數值2, ...])

使用这种格式，是假設要填入欄位的顺序，与 CREATE TABLE 時的欄位顺序完全相同。採用这种格式，则上例可表示为：
INSERT INTO phone_book VALUES ('John Doe', '555-1212');